# Rösjön (Sollentuna socken, Uppland)
Rösjön är en avlång sjö i Sollentuna kommun i Uppland som ingår i Åkerström-Norrströms kustområde. Sjön är 7,3 meter djup, har en yta på 0,319 kvadratkilometer och befinner sig 6,3 meter över havet.
Rösjön ligger cirka 15 km norr om Stockholm. Rösjön ligger huvudsakligen i Sollentuna kommun. En mindre del av sjön tillhör Danderyds kommun. I de södra delarna gränsar sjön till Kärrdal i Sollentuna och Rinkebyskogen i Danderyd. Den östra sidan ligger sjön i närheten av bostadsområdet Skarpäng i Täby kommun, men Täby har inte egen strandkontakt med sjön. Det finns bebyggelse (med 11 invånare) som ligger inom Sollentuna kommun, men som bara kan nå resten av kommunen landvägen genom att passera två andra kommuner (Danderyd och Täby).
Sjön är cirka 1 500 meter lång, 300 meter bred. Det största utloppet är genom Fjätursbäcken till sjön Fjäturen, norr om Rösjön. Bland fiskarterna finns abborre, gädda, mört, björkna, braxen, sutare, lake, sarv och löja. Det finns även kräftor i Rösjön.

## Namnet
Rösjön anses ha fått sitt namn efter ett röse på en ö i den södra delen av sjön. Röset markerade gränsen mellan Danderyds skeppslag och Sollentuna hundare.

## Badplatser

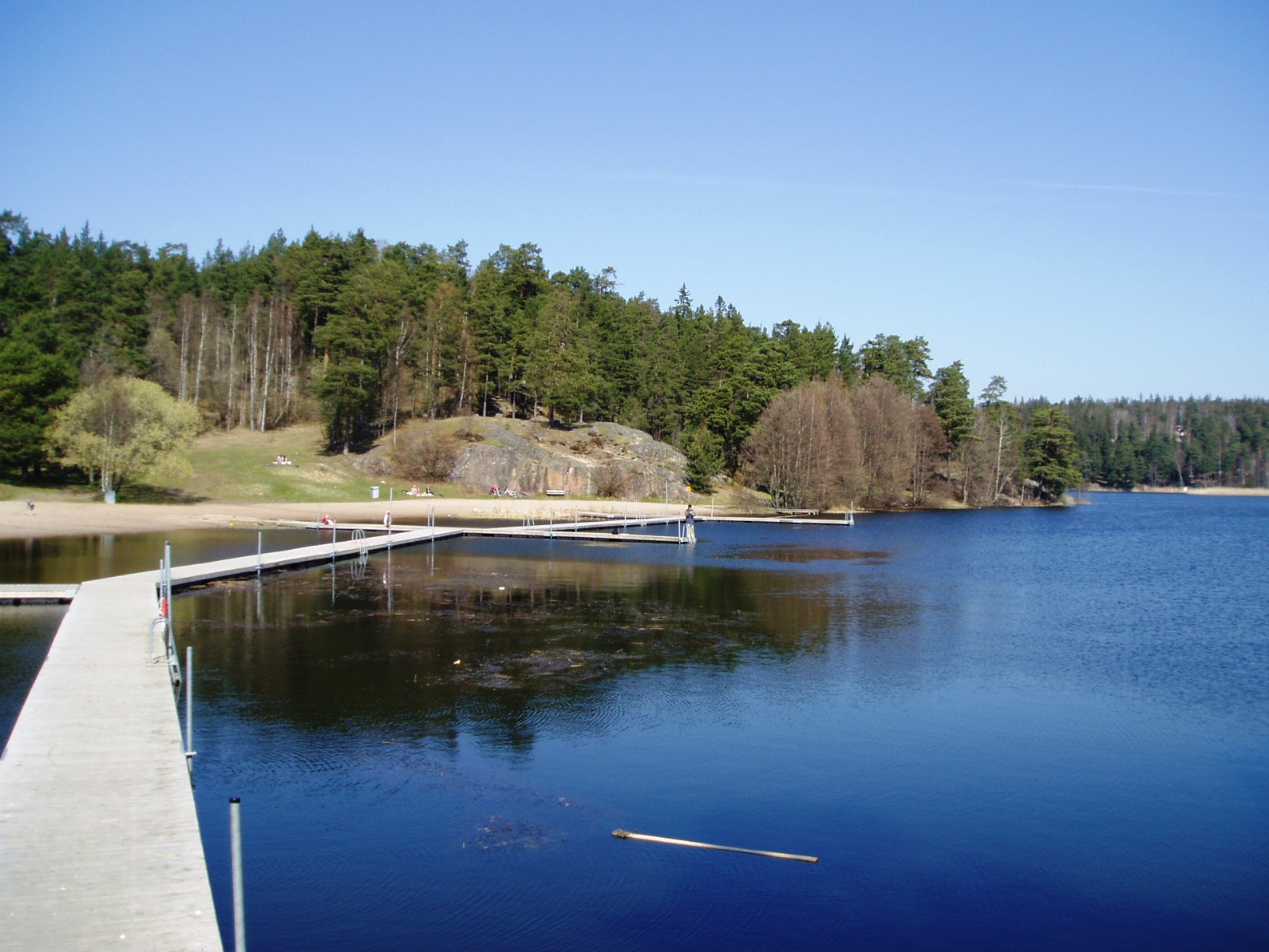
Rösjöbadet i Sollentuna ligger i sjöns södra del

Vid sjön finns tre badplatser. Den största ligger i Sollentuna, med infart från Kärrdal. Där finns bland annat camping, kiosk, hopptorn och fotbollsplan. En badplats finns i Danderyds kommun. Den nås från Enebyberg. Den tredje badplatsen räknas till Täby, men ligger administrativt i Sollentuna. Den kan dock bara nås från Skarpäng i Täby och kallas allmänt för "Täbysidan" av Rösjön. Gränsen mellan de båda kommunerna går cirka 500 meter öster från sjön.

## Rösjöloppet
Rösjön var under många år centrum för terränglöpningen Rösjöloppet, som avgjordes i skogarna kring sjön. På grund av minskat deltagarantal är tävlingen inställd från 2009. Arrangör var sollentunaklubben Turebergs friidrottsklubb.

## Arbetarrörelsens kursgård
Invid sjön Rösjön, med infart från Skarpäng, ligger också en före detta kursgård som fram till 2014 gick under namnet Arbetarrörelsens kursgård. Kursgården var i arbetarrörelsens ägo från det att husen byggdes 1937 fram till 2014. 
Mot slutet hade gården ett delat ägarskap där SSU Stockholm var majoritetsägare i gården, andra andelsägare var LO-distriktet i Stockholms län, Unga Örnar samt Handelsanställdas förbund avdelning 20.
Våren 2014 såldes anläggningen till Jan Emanuel Johansson för 6.3 miljoner kronor . Jan Emanuel har sedan dess försökt få bygglov för bland annat äldreboende och bostäder.

## Delavrinningsområde
Rösjön ingår i delavrinningsområde (659312-162466) som SMHI kallar för Utloppet av Rösjön. Medelhöjden är 25 meter över havet och ytan är 3,7 kvadratkilometer. Det finns ett avrinningsområde uppströms, och räknas det in blir den ackumulerade arean 5,77 kvadratkilometer. Vattendraget som avvattnar avrinningsområdet har biflödesordning 5, vilket innebär att vattnet flödar genom totalt 5 vattendrag innan det når havet efter 70 kilometer. Avrinningsområdet består mestadels av skog (62 procent). Avrinningsområdet har 0,43 kvadratkilometer vattenytor vilket ger det en sjöprocent på 7,5 procent. Bebyggelsen i området täcker en yta av 1,26 kvadratkilometer eller 22 procent av avrinningsområdet.